# Bielawa
Bielawa [bʲɛˈlava] (deutsch: seit dem 17. Jahrhundert Langenbielau, vorher Bielau) ist eine Stadt im Powiat Dzierżoniowski der Woiwodschaft Niederschlesien in Polen.

## Geographische Lage

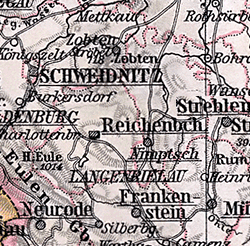
Langenbielau südlich von Reichenbach auf einer Landkarte von 1905.

Die Stadt liegt am östlichen Fuße des Eulengebirges an der Biele (auch Langenbielauer Wasser polnisch Bielawica), einem linken Zufluss der Peile (Piława), etwa 55 Kilometer südwestlich von Breslau.
Das längliche Wohngebiet von Bielawa beginnt zwei Kilometer südlich von Dzierżoniów (Reichenbach) und steigt in südwestlicher Richtung acht Kilometer weit ins Gebirge an.
Nachbarorte sind Bratoszów (Stolbergsdorf) im Norden, Dzierżoniów im Nordosten, Piława Dolna und Piława Górna im Osten, Owiesno im Südosten, Ostroszowice, Myśliszów (Karlswalde) und Jodłownik (Tannenberg) im Süden sowie Pieszyce und Rościszów (Steinseifersdorf) im Nordosten. Südlich der Stadt erhebt sich die 455 m hohe Góra Parkowa (Herrleinberg), im Westen die 693 m hohe Wrona (Krähenberg) und oberhalb auf 1014 m die Hohe Eule mit dem Aussichtsturm. Das Gebiet jenseits des Gebirgskamms gehört zum Powiat Kłodzki (Glatz).

## Geschichte

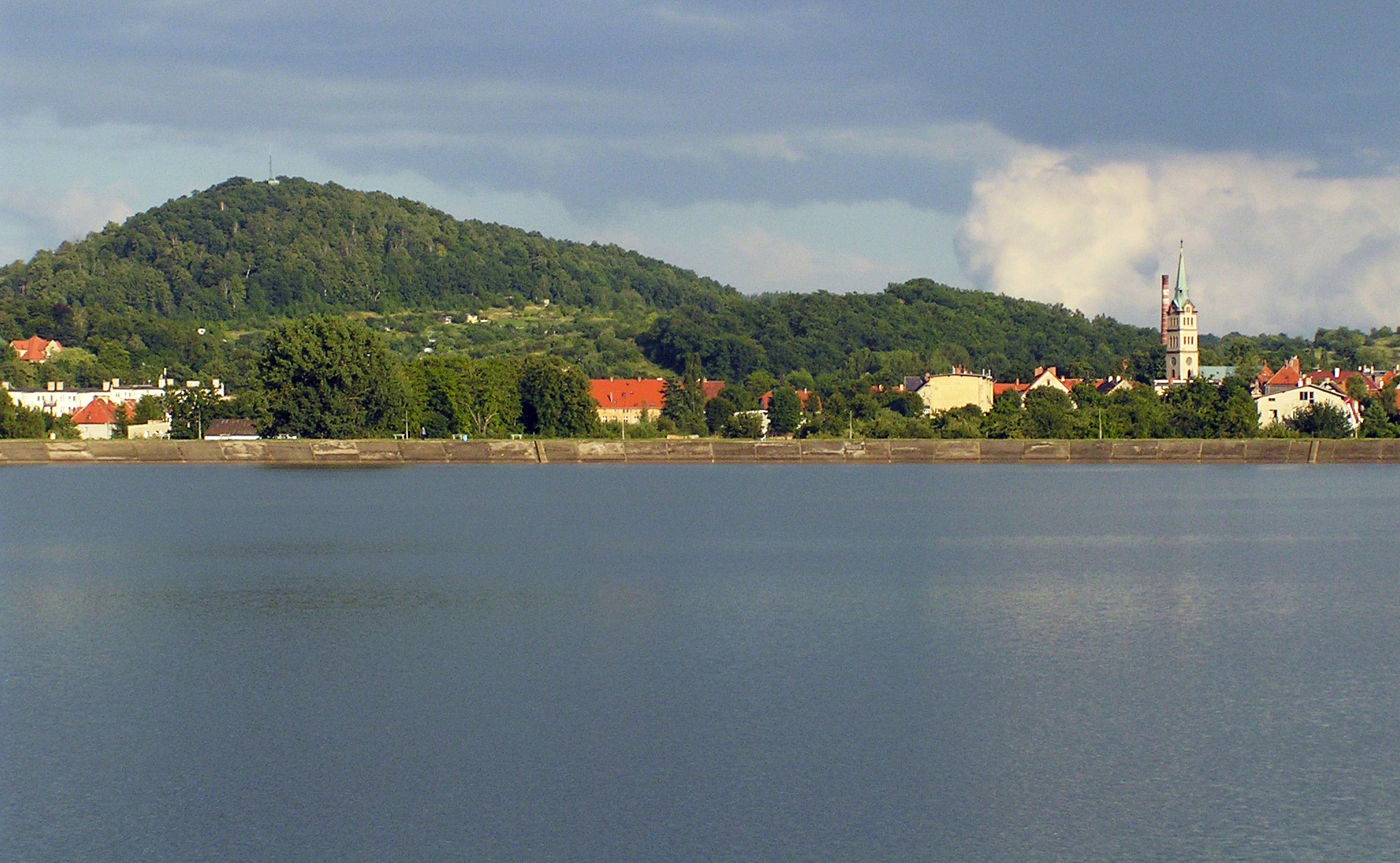
Stadtteil am Eulengebirge.

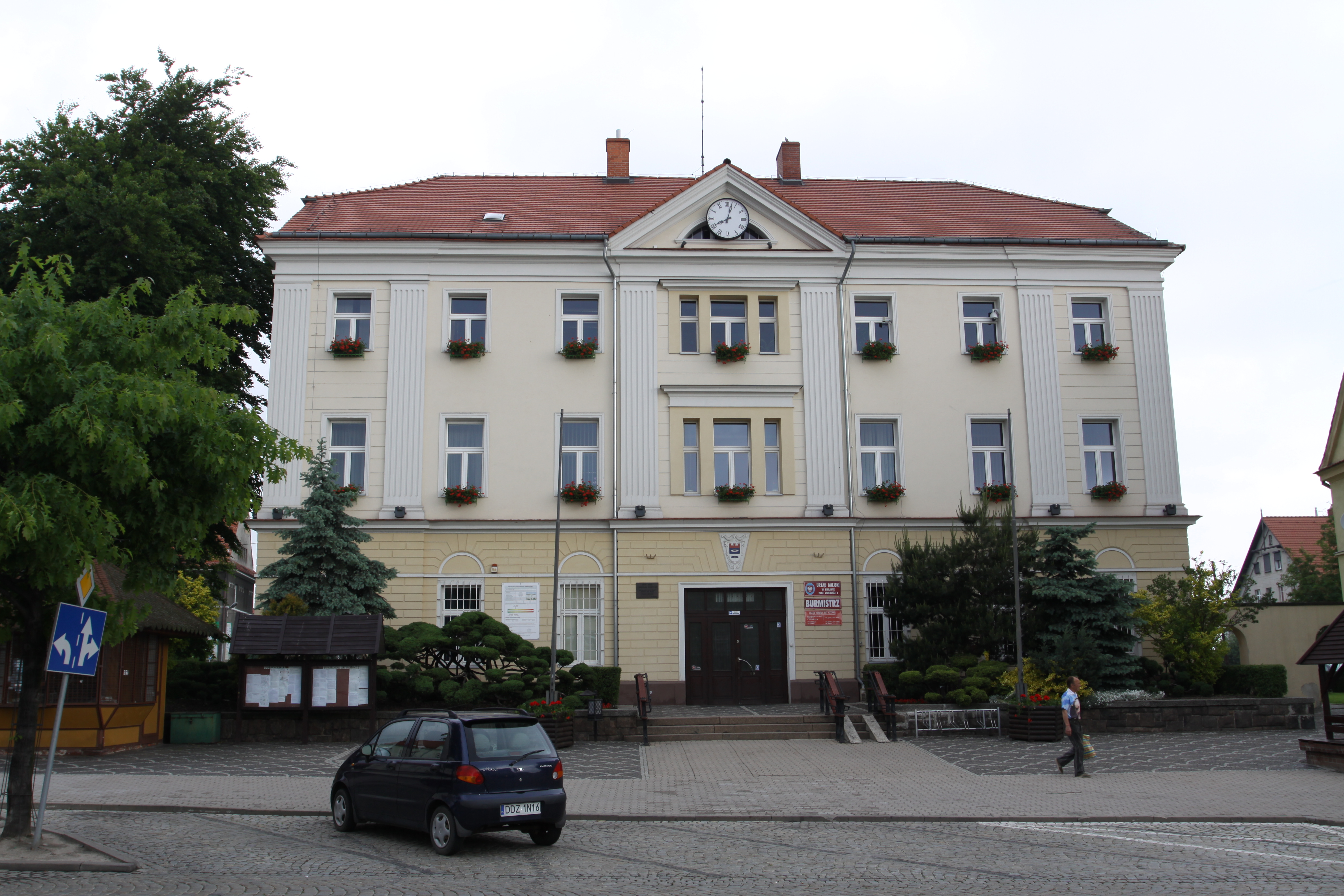
Rathaus

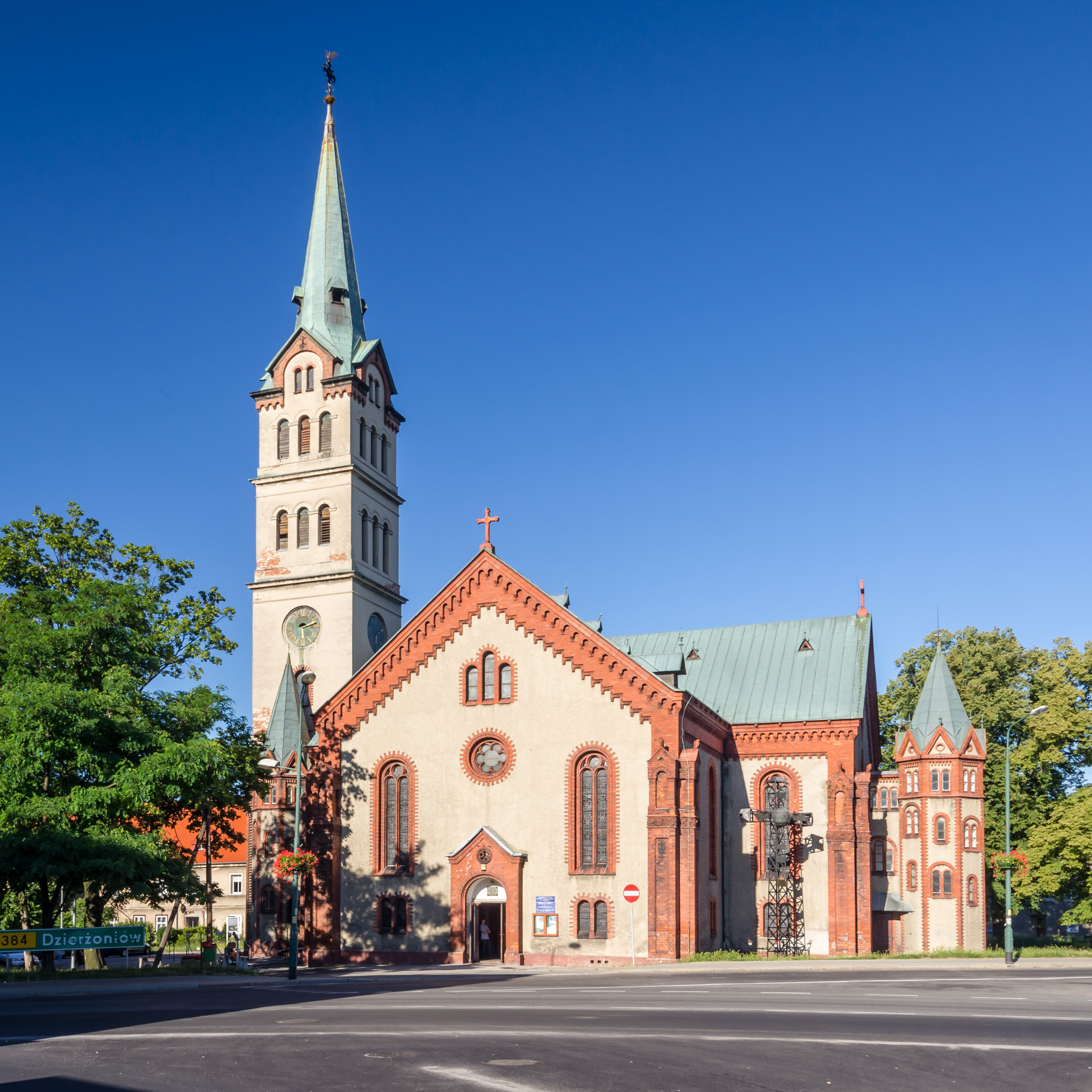
Fronleichnamskirche (bis 1945 evangelische Pfarrkirche), erbaut 1743

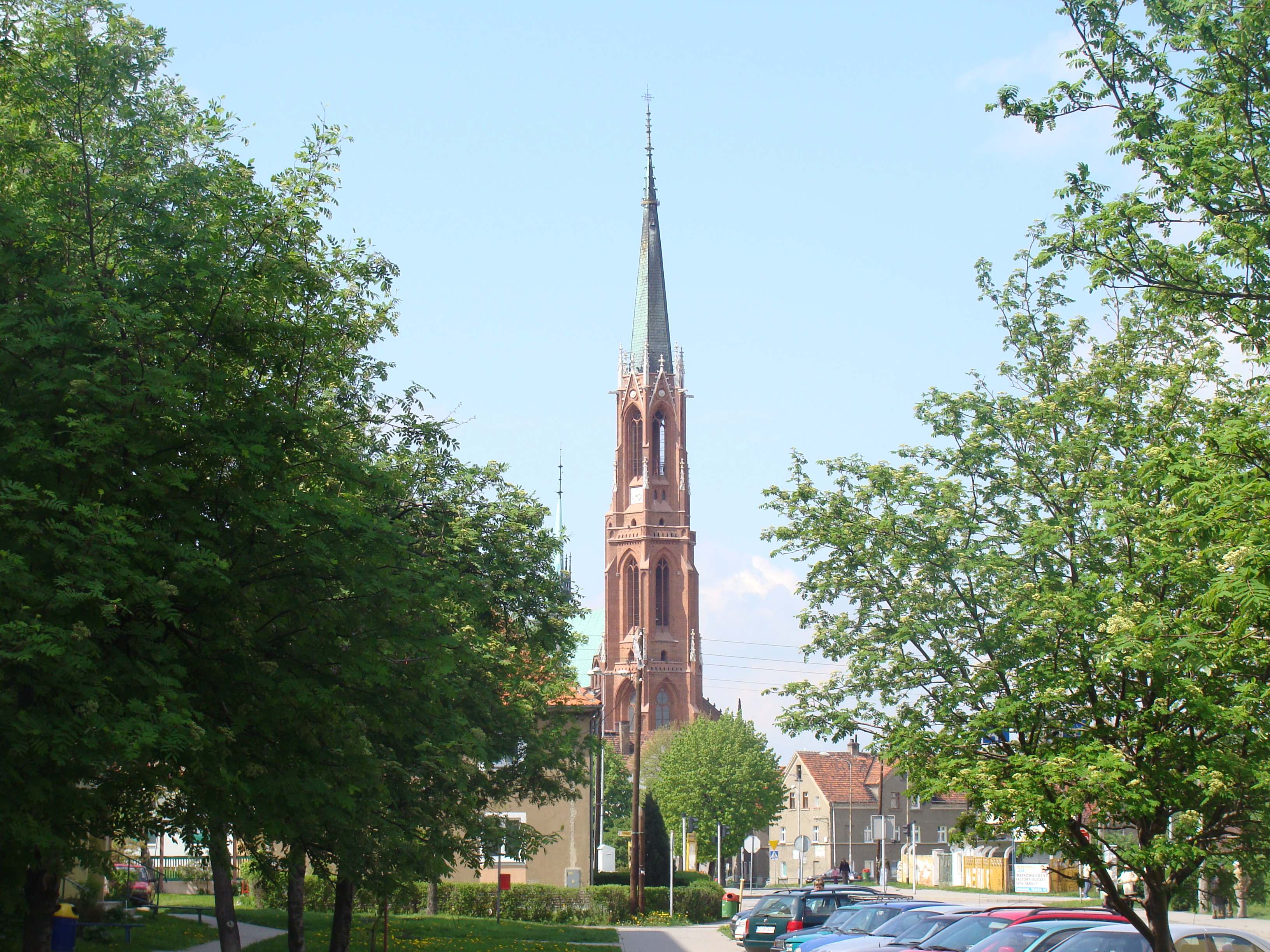
Katholische Kirche Maria Himmelfahrt, erbaut von 1868 bis 1876

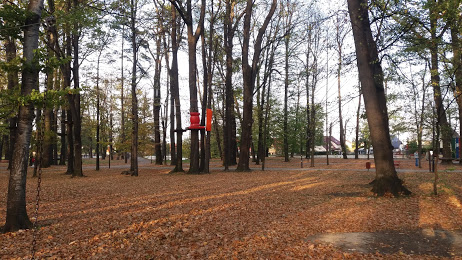
Stadtpark in Bielawa

Den unterschiedlichen Varianten des Ortsnamens liegt vermutlich das keltische Wort Bĕlĕna oder das ahd Wort buhil = Bühl, Hügel, oder das tschechische Wort bílá oder das polnische Wort biały  für „weiß“  zugrunde. Bielau entstand in einem Gebietsstreifen am Ostrand des Eulengebirges, der in der ersten Hälfte des 13. Jahrhunderts im Bereich der ehemaligen Preseka besiedelt wurde. Es waren von Anfang an deutschrechtliche Waldhufendörfer, deren Mittelpunkt Reichenbach war. Erstmals erwähnt wurde es 1288, als der Breslauer Herzog Heinrich IV. u. a. 48 Zinshufen in «Bela» dem Breslauer Kreuzstift stiftete. Ab 1290/91 gehörte Bielau zum neu gegründeten Herzogtum Schweidnitz. Wegen seiner großen Ausdehnung war es bereits 1305 in Ober- und Unter-Bielau aufgeteilt.
Nach dem Tod des Herzogs Bolko II. 1368 fiel Bielau zusammen mit dem Herzogtum Schweidnitz erbrechtlich an den böhmischen König Wenzel, der ein Sohn der Königin Anna von Schweidnitz war. Allerdings stand Bolkos II. Witwe Agnes von Habsburg ein lebenslanger Nießbrauch zu. Sie verlehnte den weltlichen (säkularischen) Teil von Bielau an ritterliche Personen, deren Nachfolger auch die Gerichtsbarkeit und andere Privilegien über den ganzen Ort erwarben. Nach mehrmaligen Besitzerwechseln gelangte der weltliche Anteil von Bielau 1535 an das Adelsgeschlecht von Netz, die in Bielau ein Schloss errichteten.
Seit dem 16. Jahrhundert erlangte die Hausweberei wirtschaftliche Bedeutung. Da die Heimweber billiger arbeiteten als die in der Zunft zusammengeschlossenen, verlangten die Weber von Reichenbach und Schweidnitz vom böhmischen Landesherrn Abhilfe, hatten jedoch damit keinen Erfolg, da die Heimweber von Langenbielau, Peterswaldau und Peilau von ihren Grundherren unterstützt wurden. Als die Weber von Reichenbach nach dem Dreißigjährigen Krieg wegen der Kriegsfolgen nicht genug Aufträge erhielten, ließen sie sich in Langenbielau und den umliegenden Weberdörfern nieder. Dadurch verlor Reichenbach seine Stellung als Hauptort der Weberei an Bielau, das seit Anfang des 17. Jahrhunderts als «Langen»bielau bezeichnet wurde.
1672 tauschten die Herren von Netz Langenbielau mit Adam Bogislaus von Sandretzky gegen Weigelsdorf und Nieder Habendorf. Gottfried Ferdinand von Sandretzky wurde 1697 mit dem Prädikat Sandraschütz von Kaiser Leopold I. in dessen Eigenschaft als König von Böhmen in den böhmischen Freiherrenstand aufgenommen. 1713 und 1714 grassierte die Pest in Langenbielau.
Nach dem Ersten Schlesischen Krieg 1742 fiel Langenbielau mit dem größten Teil Schlesiens an Preußen. Nachfolgend erhob König Friedrich II. Hans Ferdinand von Sandretzky in den preußischen Grafenstand. Dieser erwarb 1758 auch den präbendatischen Anteil von Langenbielau, so dass nun beide Anteile vereint waren. 1765 erhielt Hans Ferdinand von Sandretzky die Würde eines Erblandesmarschalls von Schlesien. Dessen Söhne Friedrich Wilhelm Ferdinand Gottlob und Hans Carl Gottlob begründeten 1778 das Majorat Langenbielau, zu dem Berthelsdorf, Harthau, Nieder Langseifersdorf, Stoschendorf, Lauterbach, Groß Ellguth sowie Nieder- und Oberpanthenau gehörten.
Seit Anfang des 18. Jahrhunderts war Langenbielau ein Zentrum der Baumwollweberei. Für das Jahr 1800 sind 282 Weber und 372 Webstühle belegt. Negative Auswirkungen hatte allerdings die 1806 verhängte Kontinentalsperre. Trotzdem entwickelten sich die 1805 in Langenbielau gegründeten Dierig-Werke nachfolgend zum größten Textilunternehmen in Schlesien (mit fast 6.500 Mitarbeitenden).
Nach der Neugliederung Preußens gelangte Langenbielau 1816 an den neu gegründeten Landkreis Reichenbach, mit dem es bis 1945 verbunden blieb. Wegen der bedrückenden Arbeitsbedingungen der Heimweber kam es vom 3. bis 6. Juni 1844 im benachbarten Peterswaldau zu einem Weberaufstand, der sich auch nach Langenbielau ausbreitete. Am 5. Juni rückte Militär in Langenbielau ein. Als die aufgebrachten Weber sich trotz Aufforderung nicht zerstreuten, ließ der kommandierende Offizier in die Menge schießen. Elf Menschen (darunter eine Frau) wurden getötet, weitere 24 schwer verletzt. Der Aufstand wurde in Heinrich Heines Gedicht Die schlesischen Weber und in Gerhart Hauptmanns Schauspiel Die Weber dargestellt.
1845 wurde Langenbielau in folgende Ortsteile gegliedert:
- Ober-Langenbielau
- Mittel-Langenbielau
- Nieder-Langenbielau
- Neubielau sowie
- Gutsbezirk Langenbielau.

1874 wurde der Amtsbezirk Langenbielau errichtet, der aus den Landgemeinden Mittel Langenbielau, Neu Langenbielau, Nieder Langenbielau und Ober Langenbielau sowie dem Gutsbezirk Langenbielau bestand. Nach dem Tod des Grundherrn Hans von Sandretzky erbte dessen Besitzungen sein Neffe Ernst Julius von Seidlitz, der am 24. Juni 1891 im Neuen Palais zu Potsdam zum Grafen von Seidlitz-Sandretzky erhoben wurde. 1891 wurde die Eisenbahnverbindung von Reichenbach nach Langenbielau eröffnet und im Jahre 1900 erhielt es Anschluss an die Eulengebirgsbahn, die über das Eulengebirge nach Wünschelburg unterhalb des Heuscheuergebirges führte. Im selben Jahr wurde die Preußische Fachschule für Textilindustrie eröffnet. Langenbielau bemühte sich seit 1874 ohne Erfolg um die Erteilung der Stadtrechte. Diese erhielt es erst 1924.
1925 wurde auf dem südlich gelegenen Herrleinberg ein Aussichtsturm errichtet. 1930 erwarb die Stadt das Schloss Langenbielau, das sie als Schul- und Amtsgebäude verwendete. Um 1930 befanden sich in Langenbielau zwei Spinnereien, etwa 30 Textilfabriken, 18 Färbereien u. a. Betriebe der Textilherstellung. 1939 bestand Langenbielau aus 19.924 Einwohnern. Im Zweiten Weltkrieg befanden sich nach 1940 in Langenbielau zwei Außenlager des KZ Groß Rosen, die beide erst bei Kriegsende befreit wurden.
1945 starb auch der letzte Gutsbesitzer Major d. R. Adolf Graf von Seidlitz-Sandreczki, geboren 1896 in Langenbielau. Nach dem Genealogischen Handbuch des Adels war er zudem Erblandmarschall des Herzogtums Schlesien. Der Grundbesitz des Grafen bestand bis 1945 aus sieben Rittergüter, gesamt genannt Majoratsherrschaft.
Gegen Ende des Zweiten Weltkriegs wurde Langenbielau im Frühjahr 1945 von der Roten Armee besetzt. Als Folge des Zweiten Weltkriegs fiel es 1945 mit dem größten Teil Schlesiens an Polen. Nachfolgend wurde es in Bielawa umbenannt. Die deutsche Bevölkerung wurde, soweit sie nicht vorher geflohen war, weitgehend vertrieben. Die neu angesiedelten Bewohner waren teilweise Zwangsumgesiedelte aus Ostpolen, das an die Sowjetunion gefallen war.
1975–1998 gehörte Bielawa zur Woiwodschaft Wałbrzych (deutsch: Waldenburg). 1977 wurden die Eisenbahnverbindungen von und nach Bielawa stillgelegt und durch Linienbusse ersetzt.

### Bevölkerungsentwicklung
| Jahr | Einwohner | Anmerkungen                                                                        |
| ---- | --------- | ---------------------------------------------------------------------------------- |
| 1925 | 17.704    | davon 11.656 Evangelische, 5.589 Katholiken, 42 sonstige Christen und 19 Juden     |
| 1933 | 19.666    | davon 12,498 Evangelische, 5.623 Katholiken, drei sonstige Christen und acht Juden |
| 1939 | 19.924    | davon 13.042 Evangelische, 5.495 Katholiken, 18 sonstige Christen, keine Juden     |

## Verkehr
Durch die Ortschaft verläuft die Woiwodschaftsstraße 385. Seit 2019 wird die Bahnstrecke Dzierżoniów Śląski–Bielawa wieder bedient. Einst lag Bielawa auch an der Eulengebirgsbahn.

## Sehenswürdigkeiten

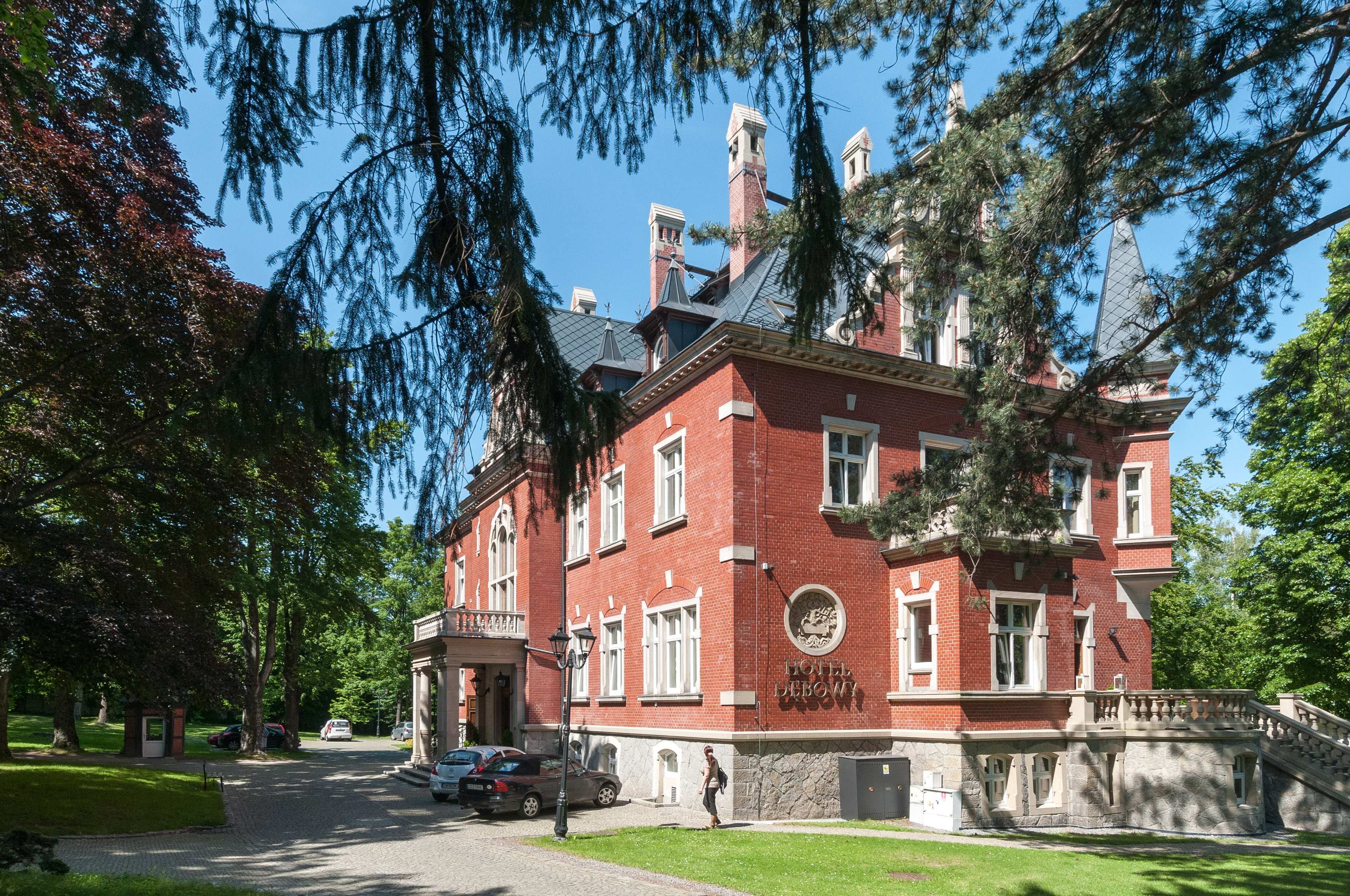
Hotel Dębowy

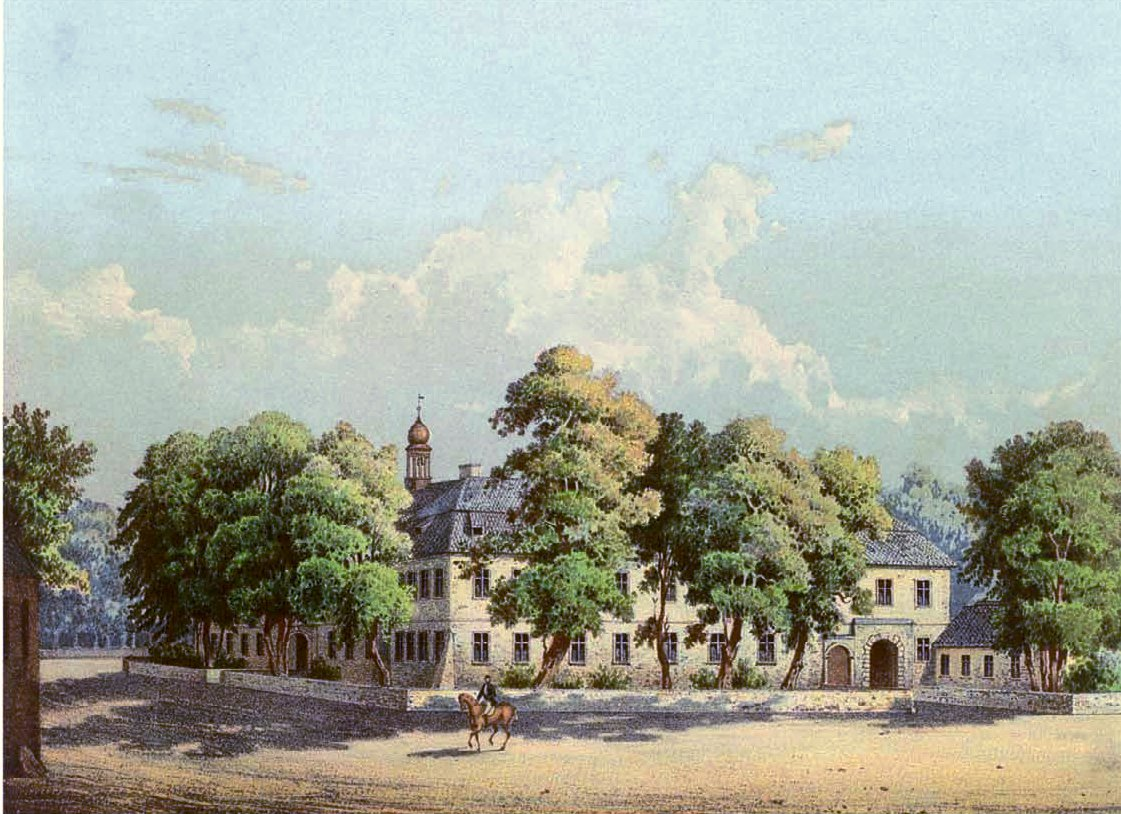
Schloss Langenbielau um 1859/60, nach der Sammlung Alexander Duncker

- Das Schloss Langenbielau wurde 1598 von den Herren von Netz[13] und nach einem Brand 1739 von den Herren von Sandretzky mit Wirtschaftsgebäuden wiederaufgebaut. Nach dem Tode des Grafen Hans von Sandretzky erbte es 1886 dessen Neffe Ernst Julius von Sedlitz, der seinen Wohnsitz 1910 nach Olbersdorf[14] verlegte. Nach dessen Tod 1930 wurde das Schloss von der Stadt Langenbielau erworben, die es als Schul- und Amtsgebäude nutzte. Der große Besitz von 5581 ha blieb im Eigentum der Grafenfamilie und wurde von Olbersdorf aus geleitet.
- Die katholische Mariä-Himmelfahrts-Kirche wurde von 1868 bis 1876 nach Entwurf des Architekten Alexis Langer im Stil der Neugotik errichtet.
- Die ehemals evangelische Fronleichnamskirche entstand 1743 im Stil des Barock. 1843 erhielt sie einen klassizistischen Turm mit Uhr. 1878 bis 1880 wurde sie im neoromanischen Stil umgebaut. 1945 wurde sie zweckentfremdet genutzt. Seit 1972 dient sie als katholisches Gotteshaus.
- Die beiden Dierig-Villen werden heute als Hotels genutzt.

## Städtepartnerschaften
- Burton-upon-Trent (Vereinigtes Königreich)
- Hronov (Tschechien)
- Lingen (Ems) (Deutschland)
- Chatham-Kent (Kanada)

## Söhne und Töchter der Stadt
- Christian Gottlob Dierig (1781–1848), Textilfabrikant
- Ferdinand Gottlieb Flechtner (1811–1867), Textilfabrikant
- Adolph Franz (1842–1916), Domherr, Reichstags- und Landtagsabgeordneter (Zentrum)
- Friedrich Dierig jun. (1845–1931), Unternehmer und Textilfabrikant
- Arthur Philipp Flechtner (1858–1936), General
- Ida Bienert, geb. Suckert (1870–1965), Kunstsammlerin und Mäzenatin in Dresden
- Berthold Weese (1879–1967), Politiker (SPD), MdL und Landrat
- Karl Franz (1881–1967), Politiker (SPD)
- Georg Muschner (1885–1971), Kameramann
- Eberhard Brossok (1892–1982), Verwaltungsbeamter, Landrat von Wittgenstein, Landesverwaltungsgerichtsdirektor in Münster
- Christian Gottfried Dierig (1923–2016), Textilunternehmer
- Waltraut Engelberg (1929–2023), Germanistin und Mitarbeiterin und Coautorin von Ernst Engelberg
- Johann Alexander Wisniewsky (1929–2012), Unternehmer
- Norbert Hornig (1935–2024), Maler und Grafiker
- Christa Krug (1936–2001), deutsche Malerin und Grafikerin
- Horst Weigang (1940–2024), Fußballtorhüter, zwölffacher Nationalspieler der DDR
- Eleni Tzoka (* 1956), Sängerin griechischer Herkunft
- Jacek Jarecki (1958–2002), Fußballspieler
- Janusz Góra (* 1963), Fußballspieler und -trainer
- Marek Krystian Emanuel Baczewski (* 1966), Dichter, Prosaschriftsteller und Literaturkritiker
- Tomasz Smolarz (* 1966), Politiker
- Jacek Trzeciak (* 1971), Fußballspieler
- Jarosław Jach (* 1994), Fußballspieler